# Johan Gyllenborg
Johan Gyllenborg, född 26 september 1682 i Stockholm, död där 22 maj 1752, var en svensk greve och riksråd. Han var son till Jakob Gyllenborg, bror till Olof, Fredrik och Carl Gyllenborg samt far till Jacob Johan och Gustaf Fredrik Gyllenborg.
Johan Gyllenborg tillhörde ätten Gyllenborg. Efter att ha varit i militärtjänst under Adam Ludwig Lewenhaupt blev Gyllenborg kapten 1706, blev fånge vid Perevolotjna 1709 och fördes till Tobolsk, varifrån han utväxlades 1719. År 1735 blev han överstelöjtnant 1735. Sedan brodern Carl, vars trogna politiska stöd han var, blivit kanslipresident, utnämndes han till riksråd 1739 och till kansler för Lunds universitet 1743.